# Кадамстаун
Кадамстаун (англ. Cadamstown; ирл. Baile Mhic daim) — деревня в Ирландии, находится в графстве Оффали (провинция Ленстер) на трассе R421 у гор Слив Блум. В деревне есть паб, чайный магазин и почтамт.